# Steinburger Linien
Die Steinburger Linien war ein Unternehmen des öffentlichen Personennahverkehrs (ÖPNV) in Schleswig-Holstein, welches im Wesentlichen den Linienbusverkehr der Städte Itzehoe und Glückstadt bereitstellte.
Seit dem 1. Januar 2014 wird der Busverkehr von der Vineta Steinburg durchgeführt.
Das Unternehmen war eine Tochtergesellschaft der Veolia Verkehr, mit Mehrheitsanteilen der Nord-Ostsee-Bahn GmbH, sowie einer Beteiligung des Unternehmens Schmidt-Reisen.

## Schwestergesellschaft
- Rohde Verkehrsbetriebe GmbH

## Übersicht ehemaliger Linien
| Linie | Verbindung |
| ----- | --- |
| 1     | Liethberg – ZOB – Klosterforst – Elbeblick – Kastanienallee Kastanienallee – Elbeblick – Klosterforst – ZOB – Liethberg           |
| 3     | Itzehoe – Liethberg – Heiligenstedten – Oldendorf – Huje – Kleve Kleve – Huje – Oldendorf – Heiligenstedten – Liethberg – Itzehoe |
| 4     | Heiligenstedtenerkamp – ZOB – Sude/West – Klinikum – IZET IZET – Klinikum–Sude/West – ZOB – Heiligenstedtenerkamp                 |
| 5     | Kratt – Rathaus – ZOB – Suder Allee – Edendorf Edendorf – Suder Allee – ZOB – Rathaus – Kratt                                     |
| 8     | Klinikum – Ostlandplatz – ZOB – Rathaus – Oelixdorf Oelixdorf – Rathaus – ZOB – Ostlandplatz – Klinikum                           |

| Linie | Verbindung |
| ----- | --- |
| 1     | Liethberg – ZOB – Klosterforst – Elbeblick – Kastanienallee Kastanienallee – Elbeblick – Klosterforst – ZOB – Liethberg           |
| 3     | Itzehoe – Liethberg – Heiligenstedten – Oldendorf – Huje – Kleve Kleve – Huje – Oldendorf – Heiligenstedten – Liethberg – Itzehoe |
| 4     | Heiligenstedtenerkamp – ZOB – Sude/West – Klinikum – IZET IZET – Klinikum–Sude/West – ZOB – Heiligenstedtenerkamp                 |
| 5     | Kratt – Rathaus – ZOB – Suder Allee – Edendorf Edendorf – Suder Allee – ZOB – Rathaus – Kratt                                     |
| 8     | Klinikum – Ostlandplatz – ZOB – Rathaus – Oelixdorf Oelixdorf – Rathaus – ZOB – Ostlandplatz – Klinikum                           |

| Linie | Verbindung                                                                                    |
| ----- | --------------------------------------------------------------------------------------------- |
| 9     | Itzehoe – Kremperheide – Neuenkirchen – Krempe Krempe – Neuenkirchen – Kremperheide – Itzehoe |
| 11    | Itzehoe – Ottenbüttel – Hohenaspe – Reher Reher – Hohenaspe – Ottenbüttel – Itzehoe           |

| Linie | Verbindung                                                                                    |
| ----- | --------------------------------------------------------------------------------------------- |
| 9     | Itzehoe – Kremperheide – Neuenkirchen – Krempe Krempe – Neuenkirchen – Kremperheide – Itzehoe |
| 11    | Itzehoe – Ottenbüttel – Hohenaspe – Reher Reher – Hohenaspe – Ottenbüttel – Itzehoe           |

| Linie | Verbindung                                                                               |
| ----- | ---------------------------------------------------------------------------------------- |
| KR 1  | Neuenbrook – Rethwisch – Steinburg – Krempe Krempe – Steinburg – Rethwisch – Neuenbrook  |
| KR 2  | Grevenkop – Steinburg – Süderau – Krempdorf Krempe Krempe – Süderau – Elskop – Krempdorf |

| Linie | Verbindung                                                                               |
| ----- | ---------------------------------------------------------------------------------------- |
| KR 1  | Neuenbrook – Rethwisch – Steinburg – Krempe Krempe – Steinburg – Rethwisch – Neuenbrook  |
| KR 2  | Grevenkop – Steinburg – Süderau – Krempdorf Krempe Krempe – Süderau – Elskop – Krempdorf |

| Linie | Verbindung |
| ----- | --- |
| 6201  | Markt – Bohnstraße – Carl-Legien-Straße – Königsberger Str. – Flensb.Str./Neuendeich – Gorch-Fock-Straße – Bohnstraße – Markt                              |
| 6202  | Markt – Aldi-Markt – Im Lübschen Recht – Dänenk./Gymnasium – Tegelgrund – Itzehoer Str./Dänenk. – Itzehoer Str./Krankenhaus – Bahnhof – Aldi-Markt – Markt |
| 6203  | Markt – Temming/LIDL Markt – Temmingstraße – Herrenfeld Herrenfeld – Temmingstraße – Temming/LIDL Markt – Markt                                            |
| 6204  | Markt – Aldi-Markt – Herzh. Str./Kirche – Grillchaussee 77 Grillchaussee 77 – Herzh. Str./Kirche – Aldi-Markt – Markt                                      |

| Linie | Verbindung |
| ----- | --- |
| 6201  | Markt – Bohnstraße – Carl-Legien-Straße – Königsberger Str. – Flensb.Str./Neuendeich – Gorch-Fock-Straße – Bohnstraße – Markt                              |
| 6202  | Markt – Aldi-Markt – Im Lübschen Recht – Dänenk./Gymnasium – Tegelgrund – Itzehoer Str./Dänenk. – Itzehoer Str./Krankenhaus – Bahnhof – Aldi-Markt – Markt |
| 6203  | Markt – Temming/LIDL Markt – Temmingstraße – Herrenfeld Herrenfeld – Temmingstraße – Temming/LIDL Markt – Markt                                            |
| 6204  | Markt – Aldi-Markt – Herzh. Str./Kirche – Grillchaussee 77 Grillchaussee 77 – Herzh. Str./Kirche – Aldi-Markt – Markt                                      |